# Green Swizzle
Ein Green Swizzle ist ein alkoholhaltiger Cocktail der Kategorie Sour. Er war zu Beginn des 20. Jahrhunderts auf Trinidad populär und geriet mit dem Zweiten Weltkrieg in Vergessenheit. Heutige Rezepte stellen zumeist teils deutliche Abwandlungen des Originals dar.

## Geschichte
Das früheste schriftliche Zeugnis für den Green Swizzle stammt aus dem Handbook of Trinidad Cookery von E.M. Lickfold aus dem Jahr 1907. Dort wird ein „Green Cocktail“ gelistet, der aus Falernum und Wormwood Bitters bestand, verquirlt (englisch to swizzle) und mit Angosturabitter abgerundet wurde. Für Falernum wiederum nennt dasselbe Kochbuch Rum, Limettensaft und Zucker als Zutaten. 1912 beschrieb der Reiseschriftsteller (und spätere Unternehmer und Politiker) Lindon Bates ein gänzlich anderes Getränk als Green Swizzle und nannte Gin, Limettensaft und Sodawasser als Zutaten des Getränks. Durch die 1924 erstveröffentlichte und vielfach in Anthologien republizierte Kurzgeschichte The Rummy Affair of Old Biffy des britischen Komikers P. G. Wodehouse erlangte der Green Swizzle Popularität im angloamerikanischen Raum. Die Kurzgeschichte nennt allerdings keine Zutaten.
Ein 1924 vom Trinidad Information Bureau herausgegebener Reiseführer setzt den Green Swizzle mit Carypton gleich. Carypton war ein alkoholhaltiges Mischgetränk, das von der Firma Angostura (damals noch Dr. Siegert & Sons) hergestellt wurde. Im Carypton waren bereits mehrere Zutaten des Green Swizzle enthalten: Rum, Limettensaft, Zucker und nicht näher spezifizierte, regionale Kräuter und Gewürze. Angostura selbst stellte schon 1912 in einer Publikation mit Cocktailrezepten den Green Swizzle als Carypton auf shaved ice (von einem Block abgeschabtem Eis) mit ein paar Spritzern Angosturabitter dar. Laut der Online-Cocktaildatenbank Mixology wurde die Produktion von Carypton, bereits vor 1920 eingestellt. Nach dem Zweiten Weltkrieg wurde die Carypton-Produktion wieder aufgenommen, allerdings verlieren sich zu diesem Zeitpunkt bis auf wenige Erwähnungen in Reiseberichten die Spuren des ursprünglichen Green Swizzle.
Der Reiseschriftsteller Owen Rutter lieferte 1933 ein detailliertes Rezept, das er kennengelernt hatte, während er die Westindischen Inseln bereiste:

„Fill the shaker half full of crushed ice and add 1 teaspoonful of falernum, half a wine-glass of carypton, 4 dashes of wormwood bitters. Shake well, strain, and serve with 4 dashes of Angostura bitters on top.“

Noch 1958 bezeichnete der Journalismus-Professor und Chicago-Times-Redakteur Lawrence Martin, der zuvor drei Jahre durch Südamerika und die Karibik gereist war, den Green Swizzle als auf Carypton basierenden Cocktail.
Spätere Rezepte benennen oft Crème de Menthe als Zutat, was aber keinen Bezug zum originären Cocktail hat. Grund für das Hinzufügen von Crème de Menthe war die Annahme, dass ein Green Swizzle eine markant grüne Farbe haben müsse, ein Fehlschluss, dem auch Victor Bergeron in seinem 1972 veröffentlichten Trader Vic's Bartenders Guide und noch 2007 der Cocktailhistoriker David Wondrich aufsaßen:

„(...) crème de menthe, since in those balmy days (...) that was the only green stuff around“

Die Cocktailenzyklopädie Difford's Guide bezeichnet die Varianten mit Crème de Menthe als „moderne Interpretationen“. Wondrich korrigierte seinen Irrtum 2015 und präsentierte ein Rezept aus dem New York Herald von 1908, das Falernum und Wormwood Bitters als Zutaten bestätigte.
Der kanadische Spirituosenblogger Darcy O'Neil rekonstruierte 2011 anhand von Literatur aus den Jahren 1890 bis 1962 und ihm zugänglichen Zutaten ein Green-Swizzle-Rezept, das im Wesentlichen der Beschreibung Rutters folgt und dessen Ursprung er allerdings fälschlicherweise in Barbados sah. In Hotelbars des Trinidad benachbarten Barbados war der Green Swizzle zu Beginn des 20. Jahrhunderts ebenso erhältlich wie auf Grenada. O'Neil verwendete Mandelextrakt anstelle von Falernum und stellte aus Wermutkraut (wormwood) und weißem Rum einen Cocktailbitter her, der eine tiefgrüne Farbe hatte.

## Zubereitung
Wie bei einem typischen Swizzle werden die Zutaten in einem hohen, schmalen, gekühlten Glas kombiniert, das anschließend mit Crushed Ice aufgefüllt wird. Ein Swizzle Stick wird in das Glas eingeführt und mit den Handinnenflächen rotiert, während der Stab gleichzeitig langsam hoch- und runterbewegt wird. Dadurch werden Zutaten und Eis vermengt, während gleichzeitig das Glas schnell weiter heruntergekühlt wird und außen Reif bildet. Das Verfahren ist für „nachgemachte“ Green Swizzles mit Crème de Menthe dasselbe.